# Stefan Komornicki
Stefan Saturnin Komornicki (ur. 29 listopada 1887 w Zawadce koło Kałusza, zm. 17 kwietnia 1942 w Krakowie) – polski muzeolog, historyk sztuki, taternik i narciarz.

## Życiorys
Jego ojcem był Stanisław Komornicki herbu Nałęcz (1835–1904), a matką Zofia Helena Słonecka herbu Korab (1848–1936). w latach 1905-1910 studiował historię sztuki i archeologię na Uniwersytecie Jagiellońskim. Był docentem na Uniwersytecie Jagiellońskim (od 1932 również wykładał na tej uczelni). W 1909 był członkiem założycielem AZS Kraków. Był też działaczem Polskiego Towarzystwa Tatrzańskiego. Dokonał kilku pierwszych wejść w Tatrach, m.in. północno-zachodnią ścianą Krywania w 1910. W czasie I Wojny Światowej służył w Legionach. Od 1920 był kustoszem w Muzeum Książąt Czartoryskich w Krakowie. W latach 1928–1930 był prezesem Sekcji Turystycznej PTT. W 1939 został zgłoszony na członka korespondenta Polskiej Akademii Umiejętności, ale nie doszło to do skutku z uwagi na wybuch II wojny światowej.
6 listopada 1939 został aresztowany wraz z innymi profesorami w ramach Sonderaktion Krakau. Był więziony przez Niemców w ich obozie koncentracyjnym w Sachsenhausen, gdzie poważnie się rozchorował. Powrócił do Krakowa w lutym 1940. Zmarł na skutek postrzału podczas napadu rabunkowego na jego dom przy ul. Tynieckiej 7. Został pochowany na cmentarzu Rakowickim (kwatera KD).

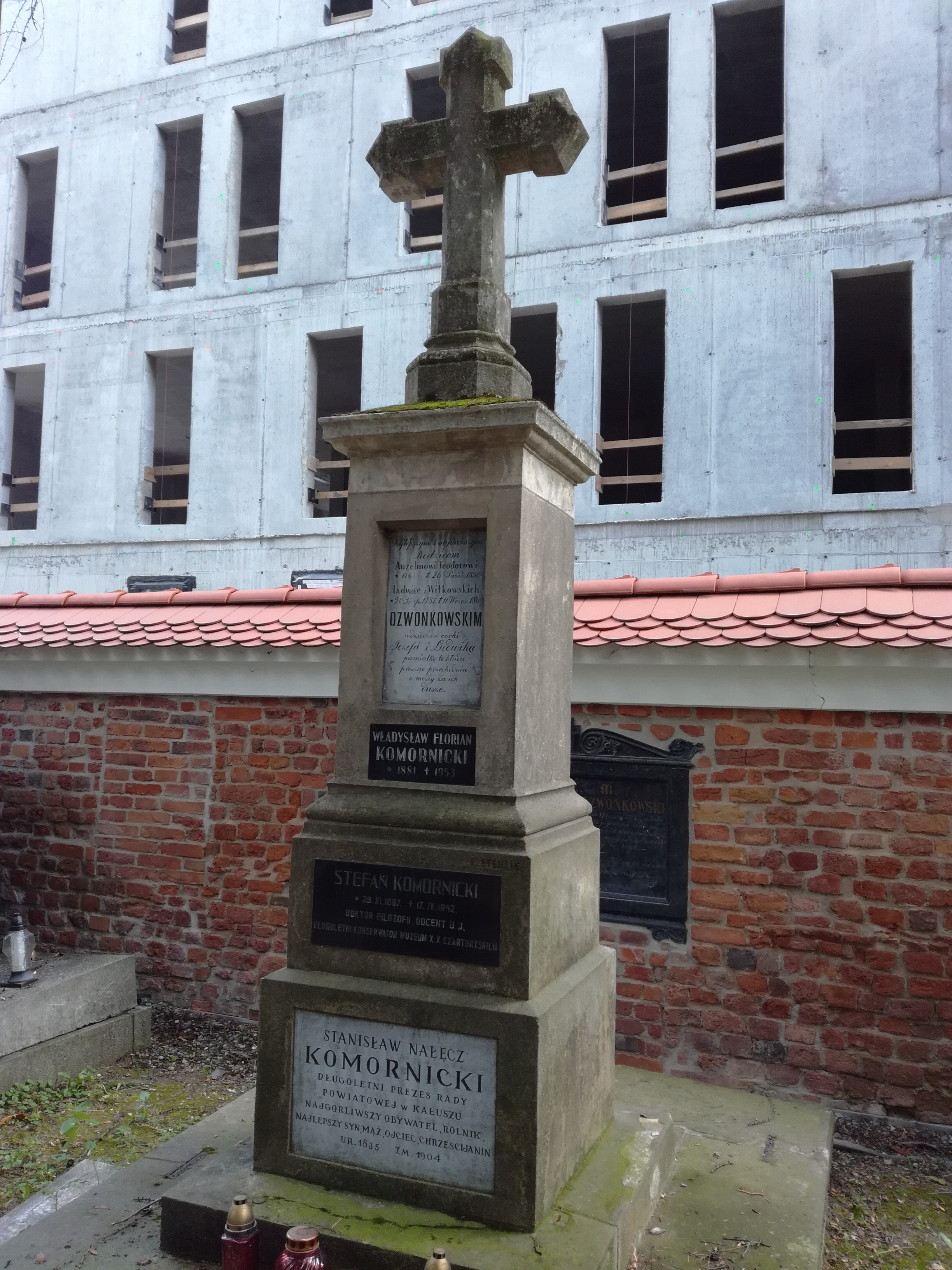
Grób Stefana Komornickiego na cmentarzu Rakowickim

## Publikacje
Wybrane publikacje:
- Kultura artystyczna w Polsce czasów Odrodzenia (1929),
- Kaplica Zygmuntowska w katedrze na Wawelu (1932)[3].

## Rodzina
20 czerwca 1914 ożenił się w Okocimiu z Marią Immakulatą Pią baronówną Götz-Okocimską z Okocimia. Mieli trójkę dzieci: Tomasza Jana (1916–1994), Juliusza Sylwestra (1917–1998) i Zofię Marię Annę (1919–1999). Miał dziewiątkę rodzeństwa.